# Distretto di Satna
Il distretto di Satna è un distretto del Madhya Pradesh, in India, di 1 868 648 abitanti. È situato nella divisione di Rewa e il suo capoluogo è Satna.